# Terremoto dell'Osmussaar
Il terremoto di Osmussaar si verificò il 25 ottobre 1976 nell'allora Unione Sovietica. Avvenne vicino alla punta nord di Osmussaar, un'isola vicina alla costa dell'Estonia settentrionale. L'ipocentro si trovava a 10-13 chilometri (6-8 miglia) sotto il livello del suolo ed è stato misurato a 4,5-4,7 mb. Il terremoto fu percepito anche fuori i confini sovietici, infatti è stato avvertito anche nelle aree circostanti della Finlandia meridionale e la Svezia. Scosse di assestamento si sono verificate anche nel mese di novembre.

## Danni
Nel 1976 avvennero ben quattro terremoti nell'Unione Sovietica e quello estone fu il meno potente di questi, arrivando a 4,5 di magnitudo che, secondo la Scala Richter, rappresenta un terremoto moderato. Tuttavia, di per sé è il più potente mai registrato in Estonia, causando frane lungo le coste settentrionali e nordorientali, e alcune case hanno subito danni strutturali ma non si registrarono vittime.